# Almas (dinosaurus)
Almas byl rod malého masožravého dinosaura (teropoda) z čeledi Troodontidae, který žil asi před 75 až 71 miliony let na území dnešního Mongolska (Jihogobijský ajmag). Pojmenován je podle mongolské mytologické postavy.

## Objev
Fosilie tohoto menšího svrchnokřídového dinosaura byly objeveny v usazeninách souvrství Džadochta. Byla objevena částečně zachovaná kostra (holotyp s označením IGM 100/1323), na základě které byl dinosaurus týmem paleontologů v roce 2017 popsán jako Almas ukhaa. Druhové jméno odkazuje k lokalitě Ukhaa Tolgod, na které k objevu došlo. Jednalo se o vývojově primitivního zástupce východoasijské větve troodontidů.